# دی‌اکسیران
دی‌اکسیران (به انگلیسی: Dioxirane) با فرمول شیمیایی CH۲O۲ یک ترکیب شیمیایی با شناسه پاب‌کم ۴۴۹۵۲۰ است. که جرم مولی آن ۴۶٫۰۳ g/mol می‌باشد. 